# Alessandro Chiappelli
Alessandro Carlo Francesco Roberto Bruno Chiappelli (Pistoia, 20 novembre 1857 – Firenze, 4 novembre 1931) è stato uno storico, filosofo e politico italiano.

## Biografia

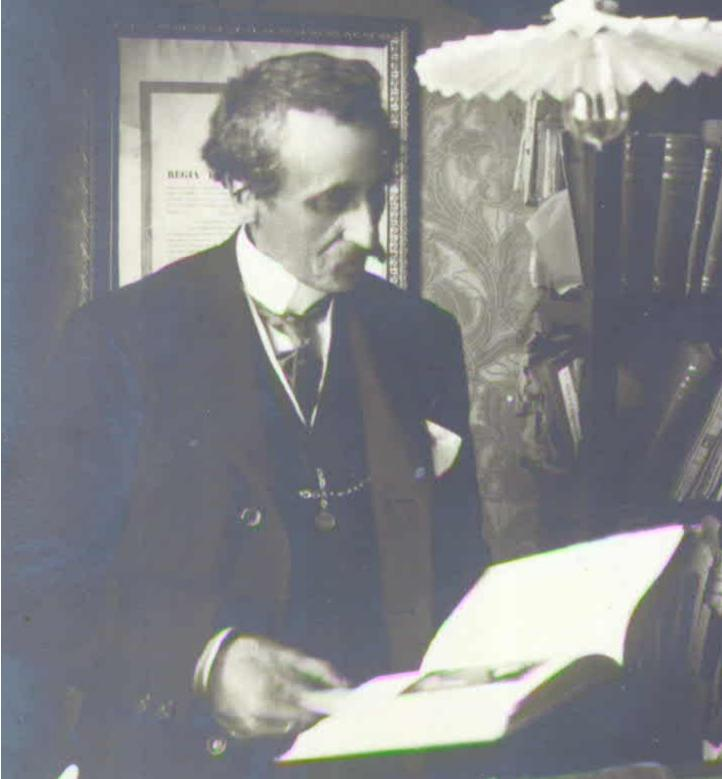
Alessandro Chiappelli

Figlio del fisiologo Francesco Chiappelli, zio del pittore omonimo, si laurea in lettere e filosofia all'istituto superiore di Firenze ed inizia la carriera universitaria a Napoli, dove è stato titolare della cattedra di storia della filosofia e incaricato dell'insegnamento di pedagogia e direttore dell'annesso museo. Ha inoltre insegnato storia delle chiese a Pisa, Bologna e Firenze. È stato membro della Società reale di Napoli, delle accademie dei Lincei di Roma, delle scienze di Torino, pontaniana di Napoli e della Crusca di Firenze. Consigliere comunale a Firenze è stato incaricato di una missione di ricerche e studi negli archivi e biblioteche di Firenze sull'arte fiorentina del Rinascimento e membro della commissione provinciale di Firenze per la conservazione dei monumenti e delle opere d'arte. Da menzionare, la sua adesione, mai sconfessata, al credo spiritistico.

## Opere
- Della interpretazione panteistica di Platone, Firenze : Succ. Le Monnier, 1881.
- La dottrina della realtà del mondo esterno nella filosofia moderna prima di Kant, Firenze, Tip. dell'arte della stampa, 1886.
- Studi di antica letteratura cristiana, Torino, Loescher, 1887.
- Darwinismo e socialismo, Roma, Forzani e C. Tipografi del Senato, 1895.
- Saggi e note critiche, Bologna, Ditta Nicola Zanichelli, 1895.
- Il socialismo e il pensiero moderno, Firenze, Succ. Le Monnier, 1897.
- Giacomo Leopardi e la poesia della natura, Roma, Società editrice Dante Alighieri,, 1898.
- Leggendo e meditando. Pagine critiche di arte, letteratura e scienza sociale, Roma, Società editrice Dante Alighieri, 1900.
- Nuove pagine sul cristianesimo antico, Firenze : succ. Le Monnier, 1902.
- Pagine d'antica arte fiorentina, Firenze, Lumachi, 1905.
- Dalla critica al nuovo idealismo, Torino, Bocca, 1910.
- Pagine di critica letteraria, Firenze, Le Monnier, 1911.
- Idee e figure moderne, 2 voll., Ancona, G. Puccini e figli, 1912-1913.

## Archivio personale
La Biblioteca Umanistica dell'Università degli studi di Firenze conserva un Fondo archivistico intitolato ad Alessandro Chiappelli 
Le carte d'archivio di Chiappelli sono conservate in 21 contenitori e articolate in serie: filosofia generale; filosofia antica; filosofia moderna; storia dell'arte ed estetica; storia antica; scritti commemorativi; politica; letteratura; scritti sul socialismo; scritti su Pistoia; religione; scritti diversi; epistolario; testi a stampa e materiali diversi.